# Provinz Pisa
Die Provinz Pisa (italienisch Provincia di Pisa) ist eine Provinz in der italienischen Region Toskana. Hauptstadt ist Pisa. Die Provinz hat 417.674 Einwohner (Stand 31. Dezember 2023) in 37 Gemeinden (Stand 1. Januar 2014) auf einer Fläche von 2444 km².

## Größte Gemeinden
(Einwohnerzahlen Stand 31. Dezember 2023)
| Gemeinde                | Einwohner |
| ----------------------- | --------- |
| Pisa                    | 89.117    |
| Cascina                 | 44.800    |
| San Giuliano Terme      | 30.749    |
| Pontedera               | 29.695    |
| San Miniato             | 27.786    |
| Ponsacco                | 15.570    |
| Santa Croce sull’Arno   | 14.754    |
| Castelfranco di Sotto   | 13.625    |
| Santa Maria a Monte     | 13.358    |
| Calcinaia               | 12.804    |
| Casciana Terme Lari     | 12.202    |
| Vecchiano               | 11.839    |
| Montopoli in Val d’Arno | 11.235    |
| Volterra                | 9470      |
| Vicopisano              | 8567      |

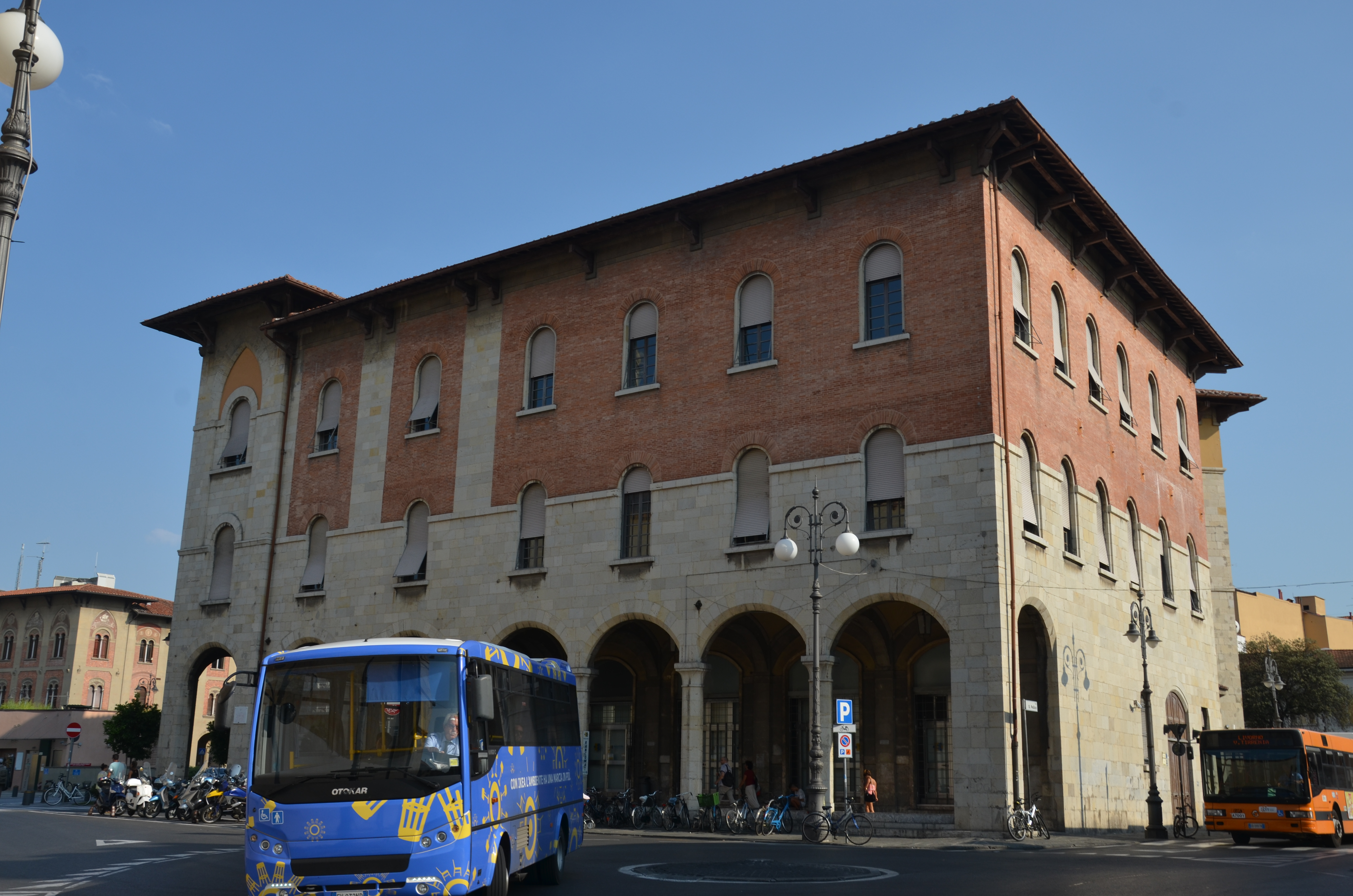
Pisa, Palazzo della Provincia, Regierungssitz der Provinz

Die Liste der Gemeinden in der Toskana beinhaltet alle Gemeinden der Provinz mit Einwohnerzahlen.